# Klasztor w Alvastrze
Klasztor w Alvastrze – klasztor cysterski w Alvastrze w południowej Szwecji, w prowincji Östergötland, założony w XII w., zniesiony w XVI w., nekropolia królów szwedzkich. Obecnie w ruinie.
Klasztor w Alvastrze ma status zabytku sakralnego według rozdz. 4 Kulturminneslagen (pol. Prawo o pamiątkach kultury) ponieważ został wzniesiony do końca 1939 (3 §).

## Historia
Klasztor w Alvastrze jako pierwszy w Szwecji klasztor cystersów został założony w 1143 (przybyli tutaj mnisi z Clairvaux). Jego fundatorem był Swerker I Starszy, pierwszy król Szwecji z dynastii Swerkerydów, i jego żona Ulfhilda (być może jeszcze przed fundacją klasztoru planowali tu budowę kościoła, czego dowodem mają być pozostałości wcześniejszej krypty pod ruinami klasztornego kościoła). Klasztor był związany z dynastią przez cały okres jej panowania w Szwecji. Zostali w nim pochowani jej członkowie (pochowana tutaj została też Piastówna, Ryksa, córka Bolesława Krzywoustego).
W okresie swojego istnienia klasztor stanowił ważne centrum kulturalne i religijne; już jeden z pierwszych przybyłych tu mnichów, Stefan, został w 1164 pierwszym arcybiskupem Uppsali. Z klasztorem związana była św. Brygida, której mąż Ulf zmarł w klasztorze w 1344, a ona sama mieszkała przy klasztorze od tego momentu aż do swego wyjazdu do Rzymu.
Klasztor został rozwiązany w XVI w., gdy królowie szwedzcy przyjęli luteranizm, jego majątek został zsekularyzowany. Obecnie widoczne są jedynie ruiny zbudowanego z wapienia założenia klasztornego. Kościół ukończono w latach 80. XII w., został zbudowany w stylu romańskim, ale widoczne są już tu pierwsze ślady wpływów gotyku.